# Nati nel 1973/Ottobre
| Questa pagina contiene informazioni ricavate automaticamente dalle voci biografiche con l'ausilio del template Bio e di un bot. L'aggiornamento è periodico e automatico e ricostruisce completamente la pagina. Se manca una persona in questa lista, sei pregato di non aggiungerla, ma accertati piuttosto che la sua voce biografica contenga il template Bio e che i dati anagrafici siano correttamente compilati. Se il template Bio manca, inseriscilo tu stesso o, in alternativa, metti l'avviso {{tmp\|Bio}} che ne segnala la mancanza. Se i dati riportati sono sbagliati, correggi direttamente la voce biografica; le modifiche saranno visibili in questa lista entro pochi giorni. Per chiarimenti vedi il progetto biografie. La lista contiene solo le 347 persone che sono citate nell'enciclopedia e per le quali è stato implementato correttamente il template Bio. Pagina aggiornata al 2 lug 2025. |

- 1º ottobre - Christian Borle, attore e cantante statunitense
- 1º ottobre - Deco, illustratrice italiana
- 1º ottobre - Jana Henke, ex nuotatrice tedesca
- 1º ottobre - John Krokidas, regista, sceneggiatore e produttore cinematografico statunitense
- 1º ottobre - Mike Maneluk, ex hockeista su ghiaccio canadese
- 1º ottobre - Devin Nunes, politico statunitense
- 1º ottobre - Anne Sander, politica francese
- 1º ottobre - Devid Striesow, attore tedesco
- 2 ottobre - Luca Abete, personaggio televisivo italiano
- 2 ottobre - André Breitenreiter, allenatore di calcio e ex calciatore tedesco
- 2 ottobre - Sean Cranney, ex calciatore australiano
- 2 ottobre - Lene Grawford Nystrøm, cantante norvegese
- 2 ottobre - Giovanni Davide Maderna, regista, scrittore e produttore cinematografico italiano
- 2 ottobre - René Marechal, ex giocatore di calcio a 5 olandese
- 2 ottobre - Valentina Petrillo, atleta paralimpica italiana
- 2 ottobre - Proof, rapper statunitense († 2006)
- 2 ottobre - Matteo Rubin, pilota motociclistico italiano
- 2 ottobre - Vjerka Serdjučka, cantante ucraino
- 3 ottobre - Keiko Agena, attrice statunitense
- 3 ottobre - Antonius Ariantho, ex giocatore di badminton indonesiano
- 3 ottobre - Hedy Burress, attrice e doppiatrice statunitense
- 3 ottobre - Neve Campbell, attrice, ballerina e produttrice cinematografica canadese
- 3 ottobre - Ingrid Chauvin, attrice francese
- 3 ottobre - Vitālijs Dolgopolovs, ex calciatore lettone
- 3 ottobre - Angélica Gavaldón, ex tennista messicana
- 3 ottobre - Lena Headey, attrice britannica
- 3 ottobre - Antti Laaksonen, ex hockeista su ghiaccio finlandese
- 3 ottobre - Rodrigo Lemos, ex calciatore uruguaiano
- 3 ottobre - Ricardo Mayorga, pugile e ex artista marziale misto nicaraguense
- 3 ottobre - Kari Rueslåtten, cantante norvegese
- 3 ottobre - Frøya, cantante norvegese
- 3 ottobre - Gianluca Vacca, politico italiano
- 3 ottobre - Ljubomir Vranjes, dirigente sportivo, ex pallamanista e allenatore di pallamano svedese
- 3 ottobre - Zhang Jue, ex cestista cinese
- 3 ottobre - Bruno Mauro, ex calciatore portoghese
- 4 ottobre - Abyss, wrestler statunitense
- 4 ottobre - Martin Cattalini, ex cestista australiano
- 4 ottobre - Lilja Dögg Alfreðsdóttir, politica islandese
- 4 ottobre - Dennis Gansel, regista tedesco
- 4 ottobre - Jason Gasperoni, ex sciatore alpino sammarinese
- 4 ottobre - Luca Negri, ex canoista italiano
- 4 ottobre - Thomas Reis, allenatore di calcio e ex calciatore tedesco
- 4 ottobre - Peter Sørensen, allenatore di calcio e ex calciatore danese
- 4 ottobre - Takagi, disc jockey e produttore discografico italiano
- 4 ottobre - M. Ward, cantautore e produttore discografico statunitense
- 4 ottobre - Yukari Yoshihara, giocatrice di go giapponese
- 4 ottobre - Alessandro Zan, politico e attivista italiano
- 5 ottobre - Apti Alaudinov, generale russo
- 5 ottobre - Brandon Brantley, ex cestista e allenatore di pallacanestro statunitense
- 5 ottobre - Nikki Dial, ex attrice pornografica statunitense
- 5 ottobre - Claudio Fossati, compositore, batterista e percussionista italiano
- 5 ottobre - Ulsi Manja, politico albanese
- 5 ottobre - Sofía Mazagatos, modella spagnola
- 5 ottobre - Tobias Schiegl, ex slittinista austriaco
- 5 ottobre - Katia Tarasconi, politica italiana
- 5 ottobre - Titof, ex attore pornografico francese
- 5 ottobre - Cédric Villani, matematico e politico francese
- 6 ottobre - Juan Daniel Cáceres, ex calciatore paraguaiano
- 6 ottobre - Andreea Ehritt-Vanc, ex tennista rumena
- 6 ottobre - Anna Gomis, lottatrice francese
- 6 ottobre - Ioan Gruffudd, attore britannico
- 6 ottobre - Wilson Boit Kipketer, ex siepista e maratoneta keniota
- 6 ottobre - Sylvain Legwinski, ex calciatore e allenatore di calcio francese
- 6 ottobre - Rebecca Lobo, ex cestista statunitense
- 6 ottobre - Armen Mkertchian, ex lottatore armeno
- 6 ottobre - Ivajlo Mladenov, ex lunghista bulgaro
- 6 ottobre - Christel Pascal, ex sciatrice alpina francese
- 6 ottobre - Orazio Russo, dirigente sportivo, allenatore di calcio e ex calciatore italiano
- 6 ottobre - Sara Storer, cantautrice e insegnante australiana
- 6 ottobre - Oleg Vasilenko, allenatore di calcio russo
- 6 ottobre - Gunter Verjans, ex calciatore belga
- 7 ottobre - Chizzy Akudolu, attrice britannica
- 7 ottobre - Omar Charif Belbey, ex calciatore francese
- 7 ottobre - Paco Fabrini, attore italiano († 2019)
- 7 ottobre - Ndack Guèye, ex cestista senegalese
- 7 ottobre - Priest Holmes, ex giocatore di football americano statunitense
- 7 ottobre - Sami Hyypiä, allenatore di calcio e ex calciatore finlandese
- 7 ottobre - Yōko Ishida, cantante giapponese
- 7 ottobre - Konstantïn Kotov, ex calciatore kazako
- 7 ottobre - Grigol Mgaloblishvili, politico georgiano
- 7 ottobre - Hans Peter Minderhoud, cavaliere olandese
- 7 ottobre - Federico Pizzarotti, politico italiano
- 7 ottobre - Matthew Sklar, compositore, tastierista e direttore d'orchestra statunitense
- 7 ottobre - Hiroyuki Tominaga, ex cestista giapponese
- 7 ottobre - Dida, allenatore di calcio e ex calciatore brasiliano
- 8 ottobre - Arsen Avetisyan, ex calciatore armeno
- 8 ottobre - Jim Fairchild, cantautore e chitarrista statunitense
- 8 ottobre - Mario Fasano, ex calciatore belga
- 8 ottobre - Graziano Galatone, cantante e attore teatrale italiano
- 8 ottobre - Petr Ton, ex hockeista su ghiaccio ceco
- 8 ottobre - Alberto Undiano Mallenco, ex arbitro di calcio spagnolo
- 8 ottobre - Torben Wosik, tennistavolista tedesco
- 9 ottobre - Jennifer Aspen, attrice statunitense
- 9 ottobre - Belinda Balluku, politica albanese
- 9 ottobre - Jen Cloher, cantautrice australiana
- 9 ottobre - Erin Daniels, attrice statunitense
- 9 ottobre - Thomas Frank, allenatore di calcio danese
- 9 ottobre - Axel Lawarée, ex calciatore belga
- 9 ottobre - Fabio Lione, cantante italiano
- 9 ottobre - Oliver Makor, ex calciatore liberiano
- 9 ottobre - Carlos Pavón, allenatore di calcio e ex calciatore honduregno
- 9 ottobre - Evgenij Pečënkin, ex ostacolista, lunghista e bobbista russo
- 9 ottobre - Trettmann, rapper e cantante tedesco
- 9 ottobre - Caparezza, rapper, cantautore e produttore discografico italiano
- 9 ottobre - Simon Sinek, scrittore e saggista inglese
- 9 ottobre - Vittorio Valentini, ex calciatore sammarinese
- 10 ottobre - Lorenzo Arnone Sipari, filologo e storico italiano
- 10 ottobre - Simone Baldini Tosi, cantautore italiano
- 10 ottobre - Joël Chenal, ex sciatore alpino francese
- 10 ottobre - Ivan Ciccarelli, batterista, percussionista e produttore discografico italiano
- 10 ottobre - Vikash Dhorasoo, ex calciatore e politico francese
- 10 ottobre - Stanislav Dinejkin, pallavolista russo
- 10 ottobre - Manuel Díaz, ex rugbista a 15 argentino
- 10 ottobre - Eutychia Karagiannī, pallanuotista greca
- 10 ottobre - Mario López, attore e conduttore televisivo statunitense
- 10 ottobre - John Mobley, ex giocatore di football americano statunitense
- 10 ottobre - S. S. Rajamouli, regista e sceneggiatore indiano
- 10 ottobre - Zach Thornton, ex calciatore statunitense
- 10 ottobre - Susumu Watanabe, allenatore di calcio e ex calciatore giapponese
- 11 ottobre - Brendan B. Brown, musicista statunitense
- 11 ottobre - Ilaria Cavo, giornalista e politica italiana
- 11 ottobre - Fabrizio Ficini, ex calciatore italiano
- 11 ottobre - Linda Hardy, attrice e modella francese
- 11 ottobre - Takeshi Kaneshiro, attore, cantante e doppiatore giapponese
- 11 ottobre - Tomáš Konečný, ex ciclista su strada ceco
- 11 ottobre - Giovanni Molari, ingegnere italiano
- 11 ottobre - Steven Pressley, allenatore di calcio e ex calciatore scozzese
- 11 ottobre - Daisuke Sakaguchi, doppiatore giapponese
- 11 ottobre - Mike Smith, chitarrista statunitense
- 11 ottobre - Niki Xanthou, ex lunghista greca
- 12 ottobre - Márcio Araújo, giocatore di beach volley brasiliano
- 12 ottobre - Francis Bowen, ex maratoneta keniota
- 12 ottobre - Manuela Carnini, nuotatrice artistica italiana
- 12 ottobre - Martin Corry, ex rugbista a 15 britannico
- 12 ottobre - Nate Driggers, ex cestista statunitense
- 12 ottobre - Zeb Hogan, biologo, conduttore televisivo e fotografo statunitense
- 12 ottobre - David Homoláč, ex calciatore ceco
- 12 ottobre - Ahmed Daham Karim, calciatore iracheno († 2021)
- 12 ottobre - Rusty LaRue, ex cestista e allenatore di pallacanestro statunitense
- 12 ottobre - Vincent Millet, ex sciatore alpino francese
- 12 ottobre - Lucia Panzieri, scrittrice italiana
- 12 ottobre - Ewa Piaskowska, sceneggiatrice e produttrice cinematografica polacca
- 12 ottobre - Ivana Stanković, modella serba
- 12 ottobre - Martin Österdahl, produttore televisivo e scrittore svedese
- 13 ottobre - Brian Dawkins, ex giocatore di football americano statunitense
- 13 ottobre - Guillaume Florent, velista francese
- 13 ottobre - Matt Hughes, artista marziale misto statunitense
- 13 ottobre - Nanako Matsushima, attrice e modella giapponese
- 13 ottobre - Ole Öhman, batterista svedese
- 13 ottobre - Fausto Russo Alesi, attore e regista teatrale italiano
- 13 ottobre - Sarah Turine, politica belga
- 13 ottobre - Radim Špaček, regista, produttore cinematografico e attore ceco
- 14 ottobre - Steven Bradbury, ex pattinatore di short track australiano
- 14 ottobre - Arnbjørn Danielsen, ex calciatore faroese
- 14 ottobre - Silvia De Santis, attrice e filologa italiana
- 14 ottobre - André Gusperti, ex nuotatore italiano
- 14 ottobre - Þórður Guðjónsson, ex calciatore islandese
- 14 ottobre - Fabián O'Neill, calciatore uruguaiano († 2022)
- 14 ottobre - Jason Manuel Olazabal, attore statunitense
- 14 ottobre - Jeff Salzenstein, ex tennista statunitense
- 14 ottobre - Cláudio Roberto Souza, ex velocista brasiliano
- 14 ottobre - DeJuan Wheat, ex cestista statunitense
- 15 ottobre - Hussein Al-Sadiq, ex calciatore saudita
- 15 ottobre - Gualtiero Caffaratto, politico italiano
- 15 ottobre - Duncan Dokiwari, pugile nigeriano
- 15 ottobre - Aleksandr Filimonov, allenatore di calcio e ex calciatore russo
- 15 ottobre - Lisa Galantini, attrice italiana
- 15 ottobre - Paul Logan, attore e stuntman statunitense
- 15 ottobre - Samba Niang, ex cestista e allenatore di pallacanestro senegalese
- 15 ottobre - Per Nielsen, allenatore di calcio e ex calciatore danese
- 15 ottobre - Alex Nyarko, ex calciatore ghanese
- 15 ottobre - Rossella Sessa, politica italiana
- 15 ottobre - Stefan Lorenz Sorgner, filosofo tedesco
- 15 ottobre - Aleš Zima, ex hockeista su ghiaccio ceco
- 16 ottobre - Choi Yo-sam, pugile sudcoreano († 2008)
- 16 ottobre - Justin Credible, ex wrestler statunitense
- 16 ottobre - DJ Khalil, produttore discografico e beatmaker statunitense
- 16 ottobre - Philipp Hochmair, attore e cantante austriaco
- 16 ottobre - Erik Jezik, ex calciatore slovacco
- 16 ottobre - Hideaki Mori, ex calciatore giapponese
- 16 ottobre - Thomas Myhre, allenatore di calcio e ex calciatore norvegese
- 16 ottobre - Tapas Posman, ex calciatore papuano
- 16 ottobre - Eva Röse, attrice e conduttrice televisiva svedese
- 16 ottobre - Davide Schaier, ex schermidore italiano
- 16 ottobre - Heinz Schilchegger, ex sciatore alpino austriaco
- 16 ottobre - Brian Schottenheimer, allenatore di football americano statunitense
- 16 ottobre - David Unsworth, allenatore di calcio e ex calciatore inglese
- 17 ottobre - Andrea Ferrario, sassofonista italiano
- 17 ottobre - Rubén Garcés, ex cestista panamense
- 17 ottobre - Dario Parrini, politico italiano
- 17 ottobre - Daniele Pesco, politico italiano
- 17 ottobre - Marcus Phillips, ex calciatore inglese
- 17 ottobre - Fernando Regulés, ex calciatore argentino
- 17 ottobre - Sergio Salazar, ex pentatleta messicano
- 17 ottobre - Nick Stiles, ex rugbista a 15 e allenatore di rugby a 15 australiano
- 17 ottobre - Andrea Tarozzi, allenatore di calcio e ex calciatore italiano
- 17 ottobre - Marc Zellweger, ex calciatore svizzero
- 18 ottobre - Sergej Bezrukov, attore russo
- 18 ottobre - Alexander Driggs, ex calciatore cubano
- 18 ottobre - Daniel Farabello, ex cestista e allenatore di pallacanestro argentino
- 18 ottobre - James Wright Foley, giornalista statunitense († 2014)
- 18 ottobre - Josef Miso, allenatore di calcio e ex calciatore slovacco
- 18 ottobre - Igor Musa, ex calciatore croato
- 18 ottobre - Kenzo Nakamura, judoka giapponese
- 18 ottobre - Thomas Østvold, ex calciatore norvegese
- 18 ottobre - Alex Tagliani, pilota automobilistico canadese
- 18 ottobre - Francesco Urraro, politico italiano
- 18 ottobre - Petr Vlček, ex calciatore ceco
- 18 ottobre - Sarah Winckless, ex canottiera britannica
- 19 ottobre - Linda Andrews, cantante faroese
- 19 ottobre - Hicham Arazi, ex tennista marocchino
- 19 ottobre - Giada Ballan, nuotatrice artistica italiana
- 19 ottobre - Federico Borgna, politico e attivista italiano
- 19 ottobre - Aljaksandr Chackevič, allenatore di calcio e ex calciatore bielorusso
- 19 ottobre - Pekka Himanen, filosofo e informatico finlandese
- 19 ottobre - Camille Jones, cantante danese
- 19 ottobre - Marc Lotz, ex ciclista su strada olandese
- 19 ottobre - Okan Buruk, allenatore di calcio e ex calciatore turco
- 19 ottobre - Francesca Palomba, disegnatrice italiana
- 19 ottobre - Luigi Piangerelli, dirigente sportivo e ex calciatore italiano
- 19 ottobre - Wang Shi-ting, ex tennista taiwanese
- 20 ottobre - Mirko Bellodi, allenatore di calcio e ex calciatore italiano
- 20 ottobre - Chrysostomos Chrysostomou, ex calciatore cipriota
- 20 ottobre - Vincenzo Grillo, fisico italiano
- 20 ottobre - Gehad Sayed, allenatore di calcio a 5 e ex giocatore di calcio a 5 egiziano
- 20 ottobre - Tomoka Shibasaki, scrittrice giapponese
- 20 ottobre - Dick Wathika, attivista e politico keniota († 2015)
- 21 ottobre - Valerija L'vovna Auėrbach, compositrice e pianista russa
- 21 ottobre - Alvin Bragg, politico e avvocato statunitense
- 21 ottobre - Joseph Riri, ex maratoneta keniota
- 21 ottobre - Sasha Roiz, attore canadese
- 22 ottobre - Alessandro Belometti, pilota motociclistico italiano
- 22 ottobre - Iōanna Chatzīiōannou, ex sollevatrice greca
- 22 ottobre - Carmen Ejogo, attrice, conduttrice televisiva e musicista britannica
- 22 ottobre - Essam Hamad Salem, allenatore di calcio e ex calciatore iracheno
- 22 ottobre - Simon Mason, rugbista a 15 irlandese
- 22 ottobre - Cándido Maya, schermidore cubano
- 22 ottobre - Martina Miceli, ex pallanuotista e allenatrice di pallanuoto italiana
- 22 ottobre - Andrés Palop, allenatore di calcio e ex calciatore spagnolo
- 22 ottobre - Brandon Paulson, lottatore statunitense
- 22 ottobre - Teresa Saponangelo, attrice italiana
- 22 ottobre - Ichirō Suzuki, ex giocatore di baseball giapponese
- 22 ottobre - Mark van der Zijden, ex nuotatore olandese
- 23 ottobre - Malaika Arora, attrice indiana
- 23 ottobre - Jesús Casas, allenatore di calcio, dirigente sportivo e ex calciatore spagnolo
- 23 ottobre - Monika Ciecierska, ex cestista polacca
- 23 ottobre - Christian Dailly, ex calciatore scozzese
- 23 ottobre - Richie Dalmau, ex cestista portoricano
- 23 ottobre - Russell Dlamini, politico swati
- 23 ottobre - Denis Ducarme, politico belga
- 23 ottobre - Ul'jana Lopatkina, ballerina russa
- 23 ottobre - Luca Mattioni, produttore discografico, arrangiatore e tastierista italiano
- 23 ottobre - Cristina Paluselli, ex fondista italiana
- 23 ottobre - Matthew Quick, scrittore statunitense
- 23 ottobre - Tobie Smith, ex nuotatrice statunitense
- 23 ottobre - Natal'ja Sokolova, ex biatleta e fondista russa
- 23 ottobre - Patricio Sturlese, scrittore argentino
- 23 ottobre - Andrea Sussi, allenatore di calcio e ex calciatore italiano
- 23 ottobre - Gaël Touya, schermidore francese
- 23 ottobre - Elliot Zwangobani, ex calciatore e ex giocatore di calcio a 5 australiano
- 24 ottobre - Hubert Büchel, politico liechtensteinese
- 24 ottobre - Vincent Candela, ex calciatore francese
- 24 ottobre - Jamie Chua, imprenditrice, stilista e blogger singaporiana
- 24 ottobre - Meelis Friedenthal, scrittore estone
- 24 ottobre - Jérôme Garcès, dirigente sportivo e ex arbitro di rugby a 15 francese
- 24 ottobre - Abdel Halim Ali, allenatore di calcio e ex calciatore egiziano
- 24 ottobre - Kenny Holmes, ex giocatore di football americano statunitense
- 24 ottobre - Madlib, beatmaker, polistrumentista e rapper statunitense
- 24 ottobre - Burgess Jenkins, attore e produttore cinematografico statunitense
- 24 ottobre - Ju Song-il, ex calciatore nordcoreano
- 24 ottobre - Levi Leipheimer, ex ciclista su strada statunitense
- 24 ottobre - Jackie McNamara, allenatore di calcio e ex calciatore scozzese
- 24 ottobre - Tetsuya Shibata, compositore giapponese
- 24 ottobre - Sergej Smetanin, ex ciclista su strada russo
- 24 ottobre - Laura Veirs, cantante statunitense
- 24 ottobre - Jeff Wilson, ex rugbista a 15, crickettista e allenatore di rugby a 15 neozelandese
- 24 ottobre - Iñaki de Miguel, ex cestista spagnolo
- 25 ottobre - Fırat Aydınus, arbitro di calcio turco
- 25 ottobre - Lamont Bentley, attore statunitense († 2005)
- 25 ottobre - Liliana Cabezas, ex cestista colombiana
- 25 ottobre - Donny Huijsen, ex calciatore olandese
- 25 ottobre - Magnus Kihlberg, ex calciatore svedese
- 25 ottobre - Tara MacLean, cantante canadese
- 25 ottobre - Maxi Mounds, ex attrice pornografica e regista statunitense
- 25 ottobre - Phoebe Philo, stilista inglese
- 25 ottobre - Adam Tanner, ex calciatore inglese
- 25 ottobre - Óskar Hrafn Þorvaldsson, ex calciatore islandese
- 25 ottobre - Dan Wells, personaggio televisivo e attore statunitense
- 25 ottobre - Michael Weston, attore statunitense
- 26 ottobre - Austin Healey, ex rugbista a 15 britannico
- 26 ottobre - David Julian Hirsh, attore canadese
- 26 ottobre - Jana Černochová, politica ceca
- 26 ottobre - Scott Jurek, ultramaratoneta e saggista statunitense
- 26 ottobre - Seth MacFarlane, attore, doppiatore e sceneggiatore statunitense
- 26 ottobre - Laura Malmivaara, attrice, cantautrice e fotografa finlandese
- 26 ottobre - Taka Michinoku, wrestler giapponese
- 26 ottobre - Róbert Petrovický, ex hockeista su ghiaccio slovacco
- 26 ottobre - Will Swenson, attore e cantante statunitense
- 27 ottobre - Jessica Andersson, cantante svedese
- 27 ottobre - Anthony Doerr, scrittore statunitense
- 27 ottobre - Stephan Morais, banchiere britannico
- 27 ottobre - Semmy Schilt, karateka, kickboxer e ex artista marziale misto olandese
- 27 ottobre - Lori Trahan, politica statunitense
- 28 ottobre - Mirko Corsano, allenatore di pallavolo e ex pallavolista italiano
- 28 ottobre - Carlos Galván, ex calciatore argentino
- 28 ottobre - Frank Juric, allenatore di calcio e ex calciatore australiano
- 28 ottobre - Kim Seo-hyung, attrice sudcoreana
- 28 ottobre - MVP, wrestler statunitense
- 28 ottobre - Amal McCaskill, ex cestista statunitense
- 28 ottobre - Barbara Petronio, sceneggiatrice italiana
- 28 ottobre - Rubén Dario Rossi, ex calciatore argentino
- 28 ottobre - Beat Seitz, bobbista svizzero
- 28 ottobre - Aleksandar Stanojević, allenatore di calcio e ex calciatore serbo
- 29 ottobre - Tom Baxter, cantautore britannico
- 29 ottobre - Vonetta Flowers, bobbista statunitense
- 29 ottobre - Torjus Hansén, ex calciatore norvegese
- 29 ottobre - Bence Juhász, ex schermidore ungherese
- 29 ottobre - Masakiyo Maezono, ex calciatore giapponese
- 29 ottobre - Michelle Marciniak, ex cestista e allenatrice di pallacanestro statunitense
- 29 ottobre - Robert Pirès, ex calciatore francese
- 29 ottobre - Pierre Png, attore singaporiano
- 29 ottobre - Dmitrij Sinicyn, ex combinatista nordico russo
- 29 ottobre - Karel Snoeckx, ex calciatore belga
- 30 ottobre - Silvia Corzo, avvocato, giornalista e conduttrice televisiva colombiana
- 30 ottobre - Marco Di Costanzo, ex calciatore italiano
- 30 ottobre - Edge, wrestler e attore canadese
- 30 ottobre - Anthony Foley, rugbista a 15 e allenatore di rugby a 15 irlandese († 2016)
- 30 ottobre - Anna Francolini, attrice e cantante britannica
- 30 ottobre - Kiyotaka Ishimaru, allenatore di calcio e ex calciatore giapponese
- 30 ottobre - Ellis Johnson, ex giocatore di football americano statunitense
- 30 ottobre - Stefan Kreiner, ex combinatista nordico austriaco
- 30 ottobre - Lamya, cantante omanita († 2009)
- 30 ottobre - Anna Le Moine, giocatrice di curling svedese
- 30 ottobre - Maurizio Lobina, musicista, compositore e disc jockey italiano
- 30 ottobre - Kemp Powers, drammaturgo, sceneggiatore e regista statunitense
- 30 ottobre - Maurizio Rasero, politico italiano
- 30 ottobre - Erick Rivera, ex cestista portoricano
- 30 ottobre - Elena Torre, scrittrice e giornalista italiana
- 31 ottobre - Kate Aldrich, mezzosoprano statunitense
- 31 ottobre - Alessandro Barbucci, fumettista italiano
- 31 ottobre - Philippe Bas, attore francese
- 31 ottobre - Tim Byrdak, ex giocatore di baseball statunitense
- 31 ottobre - Dado, comico, cabarettista e cantante italiano
- 31 ottobre - Beverly Lynne, attrice statunitense
- 31 ottobre - Arzum Onan, modella e attrice turca
- 31 ottobre - Ross Verba, ex giocatore di football americano statunitense
- 31 ottobre - Cobus Visagie, ex rugbista a 15 e dirigente sportivo sudafricano